# Вениамин (Погребной)
Архиепископ Вениамин (в миру Владимир Валентинович Погребной; род. 18 января 1979, Первомайск, Луганская область) — архиерей Украинской православной церкви, архиепископ Новосанжарский, викарий Полтавской епархии.
Вице-ректор Полтавской миссионерской духовной семинарии.

## Биография
С 1986 по 1996 год обучался в средней школе № 2 города Первомайска, которую окончил с серебряной медалью.
В 1999 году окончил духовное училище Полтавской епархии.
С 1999 по 2001 год учился в Православном Свято-Тихоновский богословский институте.
В сентябре 2001 года был назначен на должность заведующего библиотекой и заведующего заочным сектором; в январе 2002 года — секретаря Учебного Совета Духовного училища Полтавской епархии.
15 мая 2004 года епископом Полтавским и Кременчугским Филиппом был рукоположён в сан диакона, а 26 мая в сан священника.
13 августа 2004 года назначен инспектором Полтавского (миссионерского) Духовного училища Украинской Православной Церкви.
С 2004 по 2008 год обучался в Киевской духовной академии.
11 апреля 2007 года, после реорганизации Полтавского (миссионерского) духовного училища в Полтавскую миссионерскую духовную семинарию, назначен первым проректором последней.
14 марта 2009 года пострижен в монашество с наречением имени Вениамин в честь митрополита Петроградского Вениамина (Казанского), а 22 мая того же года возведён в сан игумена.
В 2009—2010 годах обучался в Карпатском университете, где защитил магистерскую работу на тему «Прозелитская деятельность Ордена иезуитов на территории Речи Посполитой в 1569—1654 гг. и Российской империи в 1772—1820 гг., как пример методологии римо-католических миссий».
30 августа 2011 года возведён в сан архимандрита архиепископом архиепископ Полтавским и Миргородским Филиппом (Осадченко).
С 2011 по 2014 годы обучался в аспирантуре Восточноукраинского национального университета имени Владимира Даля.
В 2014 году защитил диссертацию на соискание ученой степени кандидата философских наук «Праздник как способ бытия культуры» по специальности «философская антропология, философия культуры».
Является вице-ректором Полтавской миссионерской духовной семинарии, где преподаёт такие дисциплины как: «Библейское богословие Священного Писания Ветхого Завета» и «Библейское богословие Священного Писания Нового Завета. Четвероевангелие».
С 2016 по 2023 год – член Комиссии по государственному признанию документов о научных степенях и ученых званиях, выданных высшими духовными учебными заведениями, при Министерстве образования и науки Украины.

### Архиерейство
27 октября 2015 года решением Священного Синода Украинской православной церкви избран епископом Новосанжарским, викарием Полтавской епархии.
10 ноября в храме Всех Святых Свято-Пантелеимоновского женского монастыря в Феофании состоялся чин наречения во епископа.
6 декабря 2015 года в Трапезном храме преподобных Антония и Феодосия Печерских Свято-Успенской Киево-Печерской лавры состоялась епископская хиротония архимандрита Вениамина во епископа Новосанжарского, которую совершили: митрополит Киевский и всей Украины Онуфрий (Березовский), митрополит Полтавский и Миргородский Филипп (Осадченко), епископ Кременчугский и Лубенский Николай (Капустин), епископ Обуховский Иона (Черепанов), епископ Ирпенский Климент (Вечеря), епископ Бородянский Варсонофий (Столяр), епископ Золотоношский Иоанн (Вахнюк).
17 августа 2021 года на соборной площади Киево-Печерской лавры митрополитом Онуфрием возведён в сан архиепископа.

## Научные и публицистические статьи и доклады
- Погребной В. В., иер.. «Исторические свидетельства земной жизни Иисуса Христа» / В. В. Погребной //Відомості Полтавської єпархії. № 5 (29) 2004 р.
- Погребной В. В., иер.. «Экзегетические сложности Страстных Евангелий» / В. В. Погребной //Відомості Полтавської єпархії. № 3 (51) 2006 р.
- Веніамін (Погребной Володимир Валентинович), ігумен. «Богослов’я місії: категорії риску» // Христианская мысль. Киевское религиозно-философское общество. V. — Київ: 2009—2010. — 241 с., С. 184-188.
- Веніамін (Погребной Володимир Валентинович), ігумен. «Католицькі місії: причини і наслідки» // Науковий вісник КаУ. — Ужгород, 2008. — 114 с., С. 26-29.
- Погребной В. В., прот.. «Инославный опыт религиозной нетерпимости в прошлом: анализ, выводы» / В. Погребной // Духовність, культура і наука: від традицій до майбуття. — Полтава: вид-во АСМІ, 2009. — 262 с., С. 165-169.
- Вениамин (Погребной Владимир Валентинович), игумен. «Монашеское служение в современном мире: миссия уединения» / В. Погребной // Церква в світі: служіння любові. — Полтава: вид-во АСМІ, 2010. — с.616, С. 453-460.
- Погребной В. В. (архимандрит Вениамин). «Праздник в конфигурации современного социума». — Луганськ: вид-во СНУ ім. В. Даля, 2012. — 304 с., С. 51-52.
- Веніамін (Погребной Володимир Валентинович), архім.. «Українська греко-католицька церква як наслідок неусвідомленого мутагенезу» / В. Погребной // Філософська та релігійна антропологія. Випуск № 1. — Луганськ: вид-во СНУ ім. В. Даля, 2012. — 228 с. С.61-71.
- Погребной В. В.. «Криза святковості: трансформація і деформація карнавальної культури». — София: «БялГРАД-БГ» ООД, 2012. — 80 с., С. 37-43.
- Погребной В. В.. «Генезис свята: побут і культура» / Погребной В. // Dny vedy — 2013 / — Praha: Publishing House «Education and Science», 2013. — 88 с., С. 66-70.
- Погребной В. В.. «Підстави екзистенціальної різноманітності свята» / Погребной В. // Naukowa przestrzen Europy — 2013. — Przemysl: Nauka i studia, 2013. — 96 с., С. 57-61.
- Погребной В. В.. «Культурантропологічний аспект свята» / В. Погребной. — Симферополь: ТНУ им. В. И. Вернадского, 2013. — № 252. — 226 с. — С. 160-171.
- Погребной В. В. «Свято в бутті людини» / В. Погребной // Філософія і політологія в контексті сучасної культури. — Дніпропетровськ: ДНУ ім. О. Гончара, 2013. — Випуск 6 (III). — 184 с. — С. 163-167.
- Погребной В. В.. «Роль свята в життєдіяльності людини» / В. Погребной // Філософська та релігійна антропологія. — Луганськ : вид-во СНУ ім. В. Даля, 2013. — Вип. 2. — 258 с. — С. 71-83.
- Погребной В. В.. «Свято в культурно-цивілізаційному континуумі» / В. Погребной // Філософські дослідження: Зб. наук. праць СНУ ім. В.Даля; Вип. 18. — Луганськ: вид-во СНУ ім. В. Даля, 2013. — 282 с., С. 202-210.
- Веніамін (Погребной), архім.. «Людські почуття в культурному просторі» / Погребной В. // Соціально-психологічні проблеми трансформації сучасного суспільства. — Луганськ: вид-во СНУ ім. В. Даля, 2013. −268 с., С 54-55.
- Вениамин (Погребной Владимир Валентинович), игумен. «Информационная перегрузка как препятствие христианской самоидентификации современного человека: уроки Маршалла Герберта Маклюена» / Погребной В. // Досвід християнської святості в освітньому просторі: минуле і майбутнє. — Полтава: вид-во АСМІ, 2013. — с. 325, С. 42-51.
- Веніамін (Погребной), архім.. «Праздник как индикатор свободы» / В. Погребной // Світло Володимирового Хрещення крізь віхи тисячоліть. — Полтава: вид-во АСМІ, 2013. — 211 с., С. 104-109.
- Погребной В. В. «Цивілізаційні перверсії православного свята» / В. Погребной // Філософські проблеми людини. — Луганськ: вид-во СНУ ім. В. Даля, 2013. — 260 с., С. 171-174.
- Веніамін (Погребной), архім. «Волинське народне та релігійне верхів’я композиторської циклічності І. Ф. Стравінського» // Історія та сучасність Православ’я на Волині. — Волинська єпархія УПЦ, Волинська духовна семінарія, Видавничий відділ Волинської єпархії. — Луцьк, 2014. — 208 с. С. 185-188.
- Погребной В. В.. «Свято як культурна традиція в соціумі, що глобалізується» // «Вплив суспільних наук на процес розвитку суспільства: можливе та реальне». — Київ: ГО «Київська наукова суспільнознавча організація», 2014. — 108 с., С. 68-72.
- Погребной В. В.. «Теолог що вчиться — теолог що грає: „уроки“ Хьойзенга і Ранера» // Актуальні питання застосування на практиці досягнень сучасної педагогіки та психології. — Харків: вид-во СО «ЦПД», 2014. — 108 с., С. 102-106.
- Погребной В. В.. Ісаєв В.Д. «Свято як спосіб буття. По обидві сторони свята: трансформації свят православної традиції.» — Київ: вид-во ТОВ РПФ «АЗБУКА», 2014. — 218 с..
- Погребной В. В.. «Антиномічність свята в глобалізуючому соціумі» / В. Погребной // Філософські дослідження: Зб. наук. праць СНУ ім. В. Даля; Вип.24. — Луганськ: вид-во СНУ ім. В. Даля, 2014. — 280 с., С.79-89.
- Веніамін (Погребной), архім. «Екстравертне та інтровертне паломництво» / В. В. Погребной // Політологія, філософія, соціологія: контури міждисциплінарного перетину. — Одеса: Національний університет «Одеська юридична академія», 2014. — 244 с., С. 178-182.
- Погребной В. В.. «Антропологія і екзистенція свята» / В. Погребной // Наукові записки: Зб. наук. праць КУТЕП. Серія: філософські науки. Вип. 16. — Київ: вид-во КУТЕП, 2014. — 362 с., С. 328—337.
- Погребной В. В.. «Інтуїтивний християнський базис древніх свят» / В. Погребной // Вісник Житомирського державного університету ім.. Івана Франка. Вип.1 (73). — Житомир: вид-во ЖДУ ім.І. Франка, 2014. — 274 с., С. 53-57.
- Pogrebnoi V. «The ancient Greek games as a universality of the festive culture». — Przemysl: «Nauka i studia», 2014. — 96 с., С. 13-22.
- Вениамин (Погребной), архим.. «Человек за буквой: жизненный путь основателя Полтавской семинарии» / В. В. Погребной // Відомості Полтавської єпархії. № 6 (163), 7 (164), 8 (165), 9 (166), 10 (167), 2015 р.
- Погребной В. В.. «Деструкція соціуму і економічний базис порнозалежності: усвідомлення і звільнення» // Актуальні наукові дослідження різноманітних соціальних процесів сучасного суспільства. — Одеса: «Причорноморський центр досліджень проблем суспільства», 2015. — 108 с., С. 62-65.
- Погребной В. В.. (єпископ Веніамін). «Сучасна» д"еструкція соціуму: молодіжна уразливість" / В. В. Погребной // Освіта і наука: формування особистості на основі християнських цінностей. — Київ: Міжфракційне депутатське об’єднання «За духовність, моральність та здоров’я України», 2015. — 121 с., С. 82-84.
- Погребной В. В.. «Новий погляд на гру, як метод сучасної православної та світської педагогіки» // Science without borders — 2017. — Sheffield: Science and Education Ltd, 2017. — 104 с., С. 8-12.
- Веніамін (Погребной), єп.. «Душа народу: дієве сповідання чи заперечення?» / В. В. Погребной // Відомості Полтавської єпархії. № 12 (193), 2017 р.
- Рогова О.Г., Скакун Н.М.. Біблійна історія та християнська етика: навчальний посібник для 7 класу з факультативного курсу. Головний редактор: Погребной В.В.. – К. Книгоноша, 2017. – 208 с. Схвалено для використання у загальноосвітніх навчальних закладах (лист ПТЗО МОН №14.1/12-Г-1542 від 18.08.2014).
- Погребной В. В.. «Теологічна та економічна самоідентифікація християнського священика в умовах сучасної грошово-кредитної політики» // Роль суспільних наук у забезпеченні стабільності розвитку глобальних світових процесів у ХХІ ст. / — Київ: «Київська наукова суспільнознавча організація», 2018. — 108 с., С. 55-59.
- Погребной В. В.. «Релігійно-етична присутність в сучасній школі, як сповідання душі народу» / В. В. Погребной // Економічні, політичні та культурологічні аспекти європейської інтеграції України в умовах нових глобалізаційних викликів / — Ужгород: ВД «Гельветика», 2018. — 520 с., С. 428-430.
- Веніамін (Погребной), єп.. «Нас змінює тільки любов» / В. В. Погребной // Отрок. UA № 4 (91), 2018 р. С. 11-15.
- Вениамин (Погребной), еп.. «Родители, не отдавшие своих больных детей в интернат, попадают прямо в рай» // Фамилия. № 4. 2018. С. 44-49
- Рогова О.Г., Скакун Н.М.. Біблійна історія та християнська етика: навчальний посібник для 6 класу з факультативного курсу. Головний редактор: Погребной В.В.. – К. Книгоноша, 2019. – 248 с. Схвалено для використання у загальноосвітніх навчальних закладах (лист ІМЗО МОН України №22.1/12-Г-939 від 10.10.2018).
- Вениамин (Погребной), еп.. «Душа и тело» / В. В. Погребной // Фамилия. № 1, 2019. С. 26-29.
- Вениамин (Погребной), еп.. «Кем быть?» / В. В. Погребной // Отрок. UA № 4 (97), 2019. С. 25-28.
- Вениамин (Погребной), еп.. «Сделать все возможное!» / В. В. Погребной // Фамилия. № 3, 2019. С. 8-11.
- Веніамін (Погребной), єп.. Феномен страждань: праведний Іов, пророк Ісая, Христос, мученики. Церква мучеників: гоніння на віру і Церкву в ХХ ст.. – К.: Видавничий відділ УПЦ, 2020. – 616 с. – С. 578-585.
- Вениамин (Погребной), еп.. «Две заповеди о любви» / В. В. Погребной // Фамилия. № 1, 2020. С. 6-7.
- Вениамин (Погребной), еп.. «Архитектор» / В. В. Погребной // Фамилия. № 2, 2020. С. 6-9.
- Веніамін (Погребной), єп.. «Спільна мова, або ніхто не спасеться наодинці» / В. В. Погребной // Світло Православ’я. № 3, червень-липень 2020. С. 2-3.
- Вениамин (Погребной), еп. «То, что гусеница называет концом света, школьный учитель называет бабочкой!» / В. В. Погребной // Фамилия. № 3, 2020. С. 6-9.
- Веніамін (Погребной), єп.. «Ми всі — предтечі Христа» / В. В. Погребной // Світло Православ’я. № 4, листопад 2020. С. 2-3.
- Вениамин (Погребной), еп.. «Чудо — свобода Бога» / В. В. Погребной // Фамилия. № 4, 2020. С. 7-9.
- Вениамин (Погребной), архиеп.. «Как мы потеряли общий язык?» / www.dialogtut.org 2022
- Вениамин (Погребной), архиеп.. «Что будет после войны?» / www.dialogtut.org 2023
- Pogrebnoi V.. Ann and educational integrity. Example of Solomon's polyfunctional // Педагогічні науки. № 82. – Полтава: ПНПУ, 2023. – 135 с. – С. 124-128.